# Lobolo
Lobolo ou lobola (em zulu, xossa, suázi, silozi, xona, andebele setentrional e andebele meridional), mahadi (em inglês), magadi,  lovola  (também em inglês) e mamalo (na língua venda), às vezes referido como riqueza da noiva ou preço da noiva, é uma propriedade de gado ou espécie, que um futuro marido, ou chefe de sua família, se compromete a dar ao chefe da família de uma futura esposa em agradecimento por permitir que o marido se case com sua filha.
Na África do Sul, onde o costume do lobolo é amplamente praticado, a união foi anteriormente celebrada nos termos do direito consuetudinário, mas agora é regida pela Lei de Reconhecimento de Casamentos Consuetudinários, 1998 - Reconhecimento de Casamentos Consuetudinários, 1998 (Lei 120 de 1998) - RCMA) e tem os seguintes pré-requisitos para que um casamento se qualifique ao abrigo do direito consuetudinário:
- Consenso – Historicamente, o consenso era buscado entre as famílias dos futuros noivos. Desde 2008, a RCMA afirma que o consenso é necessário apenas entre os indivíduos e não entre as suas famílias.
- Requisitos de idade – De acordo com direito consuetudinário, não existe nenhum requisito específico de idade; no entanto, o RCMA inclui um requisito de idade mínima de 18 anos.
- Lobolo – O casamento consuetudinário, ao abrigo da RCMA, é válido no acordo de pagamento do lobolo e não exige o pagamento do lobolo.
- Transferência da noiva – A transferência da noiva é outro requisito para a validade de um casamento consuetudinário. A RCMA não regula especificamente este costume e é tratado numa base ad hoc.
- Ausência de união estável – Duas partes em um casamento consuetudinário monogâmico podem celebrar uma união estável, mas não vice-versa
- Graus de relacionamento proibidos – No passado, cada comunidade tinha suas próprias regras sobre relacionamentos proibidos. Essas regras evoluíram ao longo dos anos. A RCMA afirma que estas relações proibidas são reguladas por regras consuetudinárias.

A lei sul-africana reconhece os casamentos consuetudinários através da Lei de Reconhecimento de Casamentos Consuetudinários, 1998 (Lei 120 de 1998)]]. O objectivo da Lei era abordar a desigualdade de género e a diminuição dos direitos das mulheres nos casamentos consuetudinários. A Lei foi aprovada para melhorar a posição das mulheres através da utilização de medidas que alinharam o direito consuetudinário com as disposições da Constituição da República da África do Sul, bem como com os compromissos internacionais da África do Sul em matéria de direitos humanos.
Um requisito fundamental para que um casamento consuetudinário seja reconhecido como válido é que ele seja negociado, celebrado ou celebrado de acordo com o direito consuetudinário. Além disso, os futuros cônjuges devem ter pelo menos 18 anos de idade e ambos os futuros cônjuges devem consentir com o casamento.
Até o recente julgamento no Tribunal Superior de Joanesburgo no caso "Sengadi v Tsambo", de 3 de novembro de 2018, havia controvérsia e confusão sobre o que constitui um casamento consuetudinário válido. No caso envolvendo a viúva do famoso músico de hip hop, Jabulani Tsambo, também conhecido como HHP, era o seu estatuto de esposa consuetudinária legalmente reconhecida que estava em questão. Neste caso, a família do falecido recusou-se a reconhecer Lerato Sengadi como a esposa habitual, com base no facto de não ter havido uma 'cerimónia de entrega' habitual da noiva à família do noivo, que satisfizesse os requisitos de um "celebração" de acordo com o direito consuetudinário e, portanto, nenhum casamento de direito consuetudinário foi celebrado ou passou a existir entre o falecido e Sengadi. Após a análise das provas, o juiz concluiu que, de facto, houve uma renúncia tácita a este costume porque ocorreu uma entrega "simbólica" do requerente à família Tsambo após a celebração do casamento de acordo com o direito consuetudinário. Como disse o juiz:
| “ | A insistência do entrevistado de que a parte mais crucial de um casamento de direito consuetudinário é a entrega da noiva à família do noivo, que se isso não ocorresse, nenhum casamento de direito consuetudinário válido passaria a existir, apesar de o casal ter cumprido o os requisitos da secção 3(1) da Lei de Reconhecimento não podem ser sustentáveis porque o respondente assume incorrectamente que o costume do direito consuetudinário de transferência desde a sua conceptualização original não mudou, que o costume é rígido, estático, imutável e ossificado. Pelo contrário, o Direito Consuetudinário Africano é um direito vivo porque as suas práticas, costumes e usos evoluíram ao longo dos séculos. O costume de entrega praticado na era pré-colonial também evoluiu e adaptou-se às novas normas socioeconómicas e culturais praticadas na era moderna.. | ” |

No que pode ser descrito como caso marcante, o juiz decidiu contra a família e declarou Sengadi como o cônjuge legítimo do falecido.

## Negociações
Na legislação sul-africana, certos requisitos devem ser cumpridos; para celebrar um casamento consuetudinário válido (incluindo a negociação do lobolo). Esta negociação é um passo crucial para um casamento consuetudinário válido, na lei e na cultura. É feita uma distinção entre "lobolo" ou "lobola", a forma tangível de bem que constitui um dote acordado, e as negociações do lobolo, o conjunto de processos legais consuetudinários que constituem os diálogos fundamentais entre as duas famílias e são necessários para estabelecer o lobolo e a conclusão da negociação. Este último sempre precede o primeiro.
O processo de negociações do lobolo pode ser culturalmente variado, longo e complexo, e envolve muitos membros da família alargada da noiva e do noivo; venha sido observado. Muitas vezes, para dissipar qualquer tensão entre as famílias, nos tempos modernos uma garrafa de brandy é colocada sobre a mesa; no entanto, isso não é obrigatório nem o vulamlomo se limita ao conhaque, podendo ser a tradicional cerveja de sorgo ou dinheiro. Geralmente não está bêbado; é simplesmente um gesto para dar as boas-vindas à família convidada e fazer com que todos se sintam mais relaxados, e é conhecido como ivulamlomo, que, traduzido literalmente, é xossa para "abridor de boca" (soto pulamolomo) ou seja, preço por abrir a boca (para falar) para expressar o propósito da sua visita. Cabe à delegação da potencial esposa decidir se fará uso da bebida alcoólica ou se a manterá fechada.
O Lobolo não pode ser pago integralmente de uma só vez, a delegação do noivo precisará voltar após as primeiras negociações para finalizar o pagamento da futura noiva. Uma vez que o lobolo tenha sido "pago integralmente" segue-se o próximo passo que se chama izibizo, o que pode acontecer no dia em que as negociações do lobolo forem concluídas. Esta etapa envolve a delegação do noivo entregar à família da noiva de acordo com a lista que foi emitida presentes, que podem incluir cobertores, aventais, doeks, xales e potes de um metro ou esteiras de grama para mulheres e casacos, bengalas, chapéus, potes de cerveja para homens. Em seguida, há uma celebração para marcar a ocasião.

## Valor
É geralmente aceite que as vacas, no mínimo, são exigidas num lobolo nas culturas zulu e xossa. Embora diferentes costumes dentro de várias regiões possam contribuir para determinar o valor em dinheiro de cada vaca, isso também depende da capacidade de negociação dos representantes ou oonozakuzaku. Nos tempos modernos, tem havido uma controvérsia crescente em torno do valor exigido em certas famílias, considerado pelos espectadores como excessivamente excessivo. Today, negotiations involve setting a price for a single cow and then multiplying the agreed price by the number of cows the new bride is deemed to be worth. O valor devido é afetado por muitos fatores diferentes, incluindo, entre outros, o nível de escolaridade da futura noiva, os recursos financeiros dos futuros cônjuges e se a futura noiva (ou noivo) já tem filhos. Semânia (2014) afirma que mesmo figuras de destaque como Nelson Mandela praticavam o costume, pagando um lobolo de 60 vacas para a sua esposa, Graça Machel.

## Cultura andebele setentrional
Um homem que se casa com uma mulher da cultura andebele setentrional tem de observar a lobola. Um homem é visto amando sua parceira quando se esforça para economizar e pagar pela lobola. Na cultura andebele setentrional no Zimbabué, Lobola ocorre em várias etapas. Em cada etapa da cerimónia há tradições a observar e pequenas quantias a pagar. Lobola não é pago de uma só vez, mas é o culminar de muitos montantes diferentes. O valor pago é determinado durante as negociações e depende de vários fatores. Se o noivo estiver economizando na preparação para o casamento, após dicas de sua amada sobre o que poderia ser a lobola, o processo pode ser concluído em duas etapas curtas — a primeira etapa, a fase do abridor de boca ou isivulamlomo, onde o noivo tem a oportunidade de declarar a sua intenção de casar com a sua amada depois de colocar dinheiro num cesto de tecido, e a família da noiva diz à família do noivo o que pretende como lobolo. É então marcada uma data, acordada por ambas as partes, para se reunirem novamente. No momento em que este artigo foi escrito, uma vaca no Zimbábue com taxa equivalente é dada à família da noiva, a família pode pedir um valor em dinheiro equivalente ao número de vacas que deseja. Isto é conveniente para a maioria das famílias porque manter o gado pode exigir muito tempo e trabalho. Esta vaca é chamada ukangaziwe que é a vaca da mãe da noiva. Na segunda fase, onde a família do noivo se apresenta na data combinada, o dinheiro é novamente colocado num cesto de tecido para poder falar e cumpre os pedidos da família da noiva apresentando toda a lobola.

## Efeitos negativos
Lobolo pode ter alguns efeitos negativos indesejados. Isso pode criar uma barreira financeira para alguns jovens que desejam casar-se. É comum que um casal que está emocionalmente pronto para se comprometer um com o outro permaneça solteiro se o homem não tiver recursos financeiros para satisfazer o ritual tradicional impeditivo e, em alguns casos, a futura noiva que possui os recursos financeiros paga secretamente o seu próprio lobolo, entregando o dinheiro ao homem que por sua vez o entrega à família da noiva. Para quem tem meios financeiros, a questão pode ser o custo de oportunidade do lobolo. Os jovens que se encontram na fase de criação de riqueza podem sentir que o seu futuro estará mais garantido se investirem o seu dinheiro noutro local para receberem retornos financeiros significativos.
Lobolo é visto por alguns como uma extravagância que tem pouca relevância numa sociedade onde os jovens africanos tentam sair da pobreza. No entanto, a tradição continua a ser seguida tão fortemente como sempre, e em famílias onde a tradição e a intenção prevalecem sobre a ganância, o lobolo é percebido como uma forma eficaz de mostrar o compromisso entre as famílias, e não apenas entre os noivos. Lobolo também é visto por algumas mulheres rurais sul-africanas como um sinal de respeito, na medida em que simboliza o seu valor e reforça a sua dignidade. Muitos casamentos tradicionais utilizam um lobolo baseado em dinheiro; isto pode ser seguido por uma cerimónia de casamento ao estilo europeu, onde os fundos do lobolo são usados para pagar despesas. Desta forma, quaisquer custos desembolsados são devolvidos ao pagador de outra forma, preservando a tradição, a honra e as finanças.
Recentemente, o significado de lobolo tem sido abusado. A família da noiva exige enormes quantias de dinheiro à família do noivo e, por sua vez, o lobolo é agora mais um esquema de geração de dinheiro para a maioria das famílias. Em vez de simples presentes para pagamento do lobolo, como aconteceu no século XX e mais além, os pais estão a exigir quantias exorbitantes para as suas filhas. Isto deu a alguns homens na sociedade africana o "direito" de abusar e maltratar as suas esposas porque sentem que as compraram. Não há igualdade de género porque "o sistema 'promove a superioridade masculina' onde as vozes das mulheres não importam nem a sua importância é reconhecida".

## Dissolução
A dissolução do casamento consuetudinário ocorre com a morte do marido ou da esposa. No entanto, o casamento poderia continuar se a mulher fosse transferida para um irmão do falecido para gerar um herdeiro. No caso de a mulher regressar à casa do pai como resultado de alegado abuso, o marido poderá ter de pagar uma multa ao pai, antes de ir buscá-la (phutuma). Se o marido não a buscar dentro de um prazo razoável, presumir-se-á que ele pretendia dissolver o casamento. Se a esposa se recusar a regressar ao marido, então o marido pode reclamar uma parte do lobolo. Se o marido quiser terminar o casamento, ele poderá mandá-la de volta para a casa do pai. Caso a mulher inicie o divórcio, o pai terá de devolver parte do lobolo.